# Frank Horton

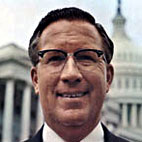
Frank Horton

Frank Jefferson Horton (* 12. Dezember 1919 in Cuero, Texas; † 30. August 2004 in Winchester, Virginia) war ein US-amerikanischer Politiker. Zwischen 1963 und 1993 vertrat er den Bundesstaat New York im US-Repräsentantenhaus.

## Werdegang
Frank Horton besuchte die öffentlichen Schulen in Baton Rouge (Louisiana) und studierte danach bis 1941 an der dortigen Louisiana State University. In den Jahren 1941 bis 1945 diente er während des Zweiten Weltkrieges in der US Army. Nach einem anschließenden Jurastudium an der Cornell University in Ithaca und seiner 1947 erfolgten Zulassung als Rechtsanwalt begann er in diesem Beruf zu arbeiten. Zwischen 1956 und 1962 war er auch Präsident der Rochester Community Baseball, Inc, der heutigen Rochester Red Wings. Zwischen 1959 und 1961 war er auch Vizepräsident der International League. Außerdem war er als Rechtsanwalt für diese Baseball-Liga tätig.
Politisch schloss sich Horton der Republikanischen Partei an. Zwischen 1955 und 1961 gehörte er dem Stadtrat von Rochester an. Bei den Kongresswahlen des Jahres 1962 wurde er im 36. Wahlbezirk von New York in das US-Repräsentantenhaus in Washington, D.C. gewählt, wo er am 3. Januar 1963 die Nachfolge von John Taber antrat. Nach 14 Wiederwahlen konnte er bis zum 3. Januar 1993 insgesamt 15 Legislaturperioden im Kongress absolvieren. Dabei wechselte er zwei Mal seinen Wahlbezirk. Bis 1973 vertrat er den 36., dann bis 1983 den 34. und schließlich den 29. Distrikt im Kongress. Zwischenzeitlich war er Mitglied im Government Operations Committee. In seine Zeit im Kongress fielen unter anderem der Vietnamkrieg, die Bürgerrechtsbewegung und im Jahr 1974 die Watergate-Affäre. Horton galt als moderater Republikaner, der dem Rockefeller-Flügel seiner Partei angehörte.
Im Jahr 1992 verzichtete Frank Horton auf eine weitere Kongresskandidatur. Er starb am 30. August 2004 in Winchester und wurde auf dem Nationalfriedhof Arlington beigesetzt.